# Kyle Rasmussen
Kyle A. Rasmussen (Sonora, 20 giugno 1968) è un ex sciatore alpino statunitense.
Specialista delle prove veloci in attività durante gli anni 1990, è stato in grado in carriera di aggiudicarsi due vittorie in Coppa del Mondo, entrambe in discesa libera.

## Biografia
Rasmussen, originario di Angels Camp, debuttò in campo internazionale ai Mondiali juniores di Sugarloaf 1984; in Coppa del Mondo ottenne il primo piazzamento di rilievo l'8 dicembre 1990 a Val-d'Isère, classificandosi 15º in discesa libera. Esordì ai Giochi olimpici invernali ad Albertville 1992, dove fu 16º nella discesa libera, 17º nel supergigante e 16º nella combinata; due anni dopo, ai XVII Giochi olimpici invernali di Lillehammer 1994, si classificò invece 11º nella discesa libera, 31º nella combinata e non completò il supergigante.
La stagione 1994-1995 fu la migliore di Rasmussen in Coppa del Mondo: quell'anno conquistò infatti le sue due vittorie nel circuito, in discesa libera a Wengen sull'impegnativo tracciato Lauberhorn il 21 gennaio e a Lillehammer Kvitfjell l'11 marzo. Lo sciatore statunitense aveva conquistato, il giorno precedente, anche un podio in supergigante, sempre nella stessa località, giungendo 3º per 18 centesimi di secondo dietro agli italiani Werner Perathoner e Kristian Ghedina. L'anno dopo prese parte alla sua unica rassegna iridata, Sierra Nevada 1996, classificandosi 14º nella discesa libera e 40º nel supergigante.
Ai XVIII Giochi olimpici invernali di Nagano 1998, ultima partecipazione olimpica di Rasmussen, fu 9º nella discesa libera e 13º nel supergigante. Disputò la sua ultima gara di Coppa del Mondo l'8 marzo dello stesso anno a Lillehammer Kvitfjell, piazzandosi 39º in supergigante, e si congedò dalle competizioni in occasione della discesa libera dei Campionati statunitensi 1998, disputata il 21 marzo a Jackson, che chiuse al 14º posto.

## Palmarès

### Coppa del Mondo
- Miglior piazzamento in classifica generale: 17º nel 1995
- 3 podi (2 in discesa libera, 1 in supergigante):
  - 2 vittorie
  - 1 terzo posto

#### Coppa del Mondo - vittorie
| Data            | Località              | Paese    | Specialità |
| --------------- | --------------------- | -------- | ---------- |
| 21 gennaio 1995 | Wengen                | Svizzera | DH         |
| 11 marzo 1995   | Lillehammer Kvitfjell | Norvegia | DH         |

Legenda:

DH = discesa libera

### Campionati statunitensi
- 5 medaglie (dati parziali fino alla stagione 1994-1995):
  - 1 oro (supergigante nel 1996)
  - 2 argenti (discesa libera, supergigante[2] nel 1989)
  - 2 bronzi (discesa libera nel 1995; slalom gigante nel 1996)